# Daniela Bette-Koch

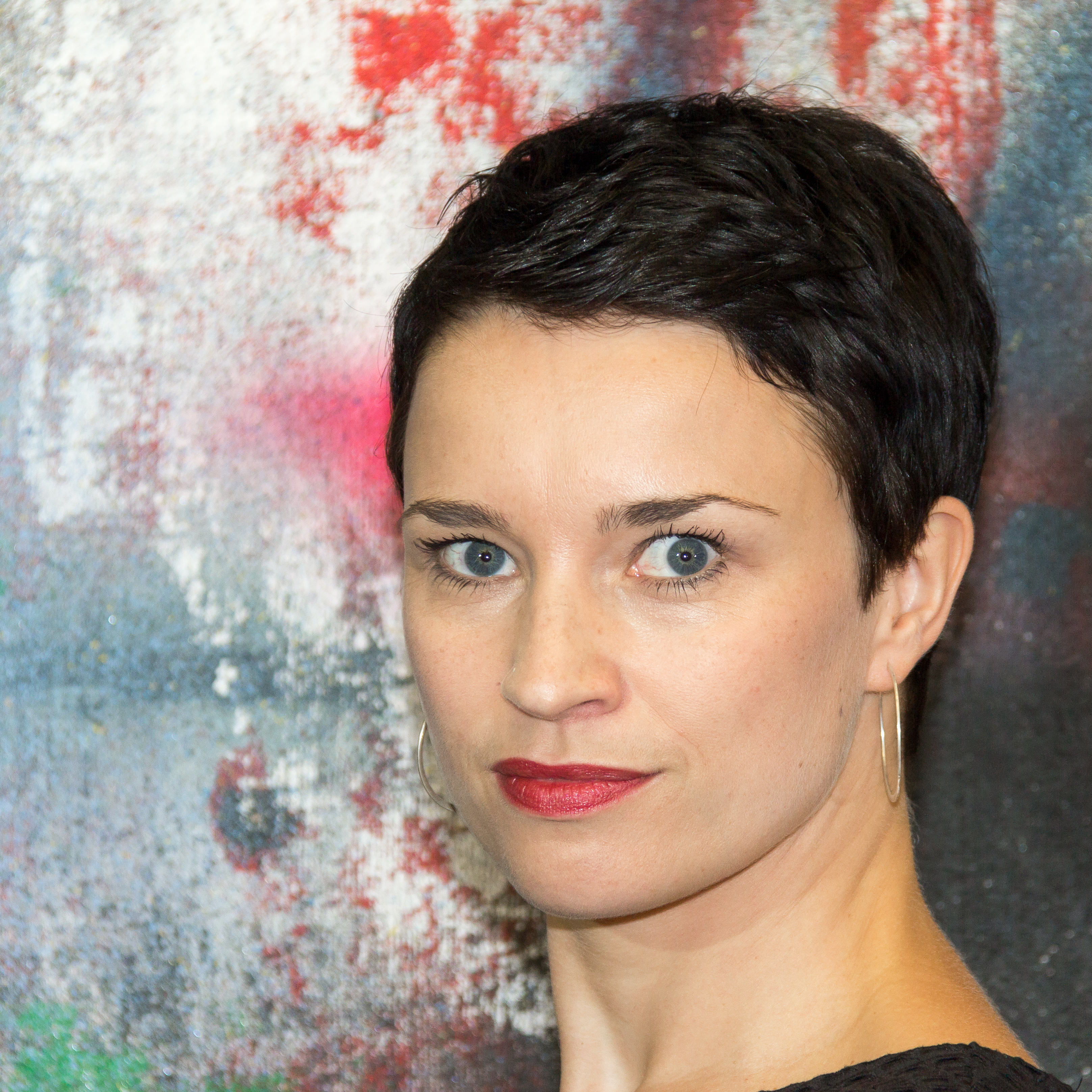
Daniela Bette-Koch (2015)

Daniela Bette-Koch (* 30. Januar 1981 in Meschede; geborene Bette) ist eine deutsche Schauspielerin und Synchronsprecherin sowie Hörspiel- und Hörbuchsprecherin. Sie wurde vor allem ab 2007 durch die Fernsehserie Lindenstraße bekannt.

## Leben
Ihre Schauspielausbildung absolvierte sie von 2001 bis 2005 an der Arturo-Schauspielschule in Köln. Danach spielte sie u. a. am Kölner Schauspielhaus, am Grenzlandtheater Aachen und an diversen anderen Kölner Theatern.
Von Januar 2007 (Folge 1103) bis zur Einstellung der Serie im März 2020 (Folge 1758) spielte sie in der ARD-Serie Lindenstraße die Rolle der Rechtsanwältin und späteren Hausverwalterin Angelina Dressler, geb. Buchstab.
Seit Mitte der 2000er-Jahre ist Daniela Bette umfangreich als Synchronsprecherin aktiv und lieh dabei unter anderem Jodie Whittaker, Kristanna Loken und Ellen Dorrit Petersen ihre Stimme. In der 2016 erschienenen Videospiel-Erweiterung The Witcher 3: Wild Hunt – Blood and Wine lieh sie der Herzogin Anna Henrietta ihre Stimme.
Sie ist seit 2007 mit dem Schauspieler und Synchronsprecher Michael-Che Koch verheiratet und trägt seitdem den Namen Bette-Koch. Sie haben gemeinsam zwei Söhne und leben in Bonn.

## Filmografie
- 2005: Verbotene Liebe (Fernsehserie, 4 Folgen)
- 2005: Gescheiterte Realität (Kurzfilm)
- 2006: Alle paar Minuten (Kurzfilm)
- 2006: Die Story (Kurzfilm)
- 2007–2020: Lindenstraße (Fernsehserie, 233 Folgen)
- 2007: Der Weg Aton (Kurzfilm)
- 2009: 4 Singles (Fernsehserie, 1 Folge)
- 2012: SOKO Köln (Fernsehserie, 1 Folge)
- 2021: SOKO Leipzig (Fernsehserie, 1 Folge)
- 2023: Unter uns (Fernsehserie, 9 Folgen)

## Hörspiele (Auswahl)
- 2014: Monika Buschey: Der silberne Klang – Regie: Thomas Leutzbach (Kinderhörspiel (2 Teile) – WDR)
- 2017–2023: Insel-Krimi – Regie: Christoph Piasecki (Krimihörspiel-Reihe (in 8 Folgen als Nele Röwekamp) – contendomedia)
- 2018: Sweeney Todd - Der teuflische Barbier aus der Fleet Street; Folge 132/133 der Reihe Gruselkabinett, Titania Medien

## Videospiele (Auswahl)
- 2013: The Last of Us als Marlene
- 2015: Battlefield Hardline als Khai Minh Dao
- 2015: The Witcher 3: Wild Hunt – Blood and Wine als Herzogin Anna Henrietta
- 2015: Until Dawn als Emily „Em“ Davis
- 2015: Rise of the Tomb Raider als Ana
- 2017: Tom Clancy’s Ghost Recon Wildlands als Nomad
- 2017: Horizon Zero Dawn als Elizabet Sobeck
- 2017: The Inner World: Der letzte Windmönch als Frau Schmitz
- 2018: God of War als Freya
- 2019: Anno 1800 als Isabel Sarmento
- 2019: Tom Clancy’s Ghost Recon Breakpoint als Nomad
- 2019: Death Stranding als Bridget, Amelie
- 2020: Assassin’s Creed Valhalla als Randvi
- 2022: Horizon Forbidden West als Elizabet Sobeck
- 2023: Diablo IV als Hauptprotagonist (Jäger)
- 2023: Starfield